# Fanny Blankers-Koen
Francina Elsje „Fanny” Blankers-Koen (Baarn, 1918. április 26. – Hoofddorp, 2004. január 25.) négyszeres olimpiai bajnok holland atléta, rövidtávfutó, gátfutó.

## Élete
Apja kormányellenőr volt Amszterdamban. Lányuk tehetségét hamar felfedezték, és ő hatévesen csatlakozott a helyi sportegyesülethez. Sokáig hezitált az atlétika és az úszás közt, majd 14 éves korában döntött végleg az atlétika mellett. Ekkor még a 800 m volt a fő száma, de ezt akkoriban kevésbé preferálták a versenyszervezők, mivel nehéznek találták egy nőnek.
Koen 18 évesen debütált a berlini olimpián, ahol hatodik lett magasugrásban, ötödik a 4 × 100-as váltóval. 1940-ben feleségül ment tréneréhez, Jan Blankershez, majd gyermekei születtek. A második világháború miatt elmaradt az 1940-es és az 1944-es olimpia, Blankers-Koen azonban kitartóan edzett tovább. Megdöntötte többek közt a távolugrás világcsúcsát.
Az 1948-as olimpiára két gyermekes anyaként érkezett. Többen úgy vélték, hogy túlkoros, de ő megnyerte a 100 és 200 méteres síkfutást, a 4 × 100-as váltót, valamint a 80 méter gátat. Amikor Londonból visszatért Hollandiába, valóságos hősként fogadták.
Blankers-Koen a következő években a csúcson volt, de a helsinki olimpián sérülés miatt visszalépett. 1955-ben végleg visszavonult. 1980-tól az International Women’s Hall of Fame tagja. 2004-ben hunyt el.